# 巴德湖 (烏門多夫)
48°03′59″N 9°48′55″E / 48.066402°N 9.815310°E
巴德湖（德語：Badesee），是德國的湖泊，位於該國西南部，由巴登-符騰堡州負責管轄，處於烏門多夫，面積0.06平方公里，海拔高度538米，平均水深7米，最大水深15.5米，水體容量44.8萬立方米。